# Heimatærde
Heimatærde [ˈhaɪ̯mataɛʁdə] (Eigenschreibweise HEIMATÆRDE) ist eine deutsche Medieval-Electro-Band, die im Jahr 2004 von DJ Ash gegründet wurde.

## Geschichte
Ursprünglich als reines Studioprojekt gedacht, wurde Heimatærde 2004 von DJ Ash ins Leben gerufen. Nach der ersten EP Ich hab die Nacht getræumet die noch im selben Jahr über Infacted Recordings erschien, folgte das erste Album Gotteskrieger in 2005, das im Ausland über Metropolis Records vertrieben wurde.
Nachdem Ash es anfangs ablehnte, live auf der Bühne zu stehen, weil die Musik im Vordergrund stehen sollte, hatte Heimatærde auf dem WGT 2007 seinen ersten Liveauftritt.
Im Januar 2018 gab Heimataerde bekannt, dass Bruder Henry von Kent die Band ab sofort offiziell am Schlagzeug unterstützt, nachdem er 2017 bereits bei einigen Liveauftritten dabei gewesen war. Mit Schwester Johanna Dikaja stieß Ende 2018 eine weitere Musikerin zur Band.
Nachdem sich Heimatærde von ihrem bisherigen Label Out of Line getrennt hatten, gründete die Band im November 2019 ihr eigenes Label, Fully Packed Records.

## Stil
Die Band, die der Electro-Szene zugeordnet wird, kombiniert laut Aussage ihres Sängers Ash Dark Electro und Electronic Body Music mit mittelalterlichen Instrumenten.
Zwar wurden im Debütalbum auch klassische Stücke wie Herr Mannelig oder Ich hab die Nacht geträumet interpretiert, jedoch ebenfalls bereits Samples eingestreut. Die Verwendung von Samples und ihre Integration in die Musik zieht sich wie ein roter Faden durch die Diskografie von Heimatærde. So finden beispielsweise folgende Werke Verwendung:
- Van Helsing bei Deus lo vult (Gotteskrieger)
- Armee der Finsternis,  Hui Buh – Das Schlossgespenst und Der Herr der Ringe: Die zwei Türme  bei Mörder (Gotteskrieger)
- 08/15 Zweiter Teil sowie das Marschlied Es ist so schön Soldat zu sein (Herms Niel, 1937) bei Musikerhænde (Ich habe die Nacht getræumet)[8]
- Offenbarung 23 bei Die Offenbarung (Gotteskrieger) und Lebloser Körper (Kadavergehorsam)

Gastsänger
Gemeinsame Kreationen mit verschiedenen Musikkünstlern sind bei Heimatærde keine Seltenheit. So lieh etwa Anna-Maria Straatmann von Massiv in Mensch ihre Stimme für die Maxi-CD Unter der Linden. Bei dem Album Kadavergehorsam spielte die musikalische Kooperationen mit den Bands ASP, X-Fusion, Winterstahl, Die in Winter und Xotox eine wichtige Rolle. X-Fusion hatte bereits bei Gotteskrieger mitgewirkt. Auf Leben nehmen, Leben geben fungierten Denis Schober (Solitary Experiments) und Henrik Iversen (Sonic Decoy) als Gastsänger bei zwei Liedern. Weitere Kooperationen fanden mit Martin Engler (Mono Inc.) und Joachim Witt statt.
Das Komponieren, Texten und Mixing behält sich Ash komplett vor.

## Handlung
Die Texte von Heimatærde sind zu Zeiten der Kreuzzüge angesiedelt, beinhalten daneben jedoch auch fantastische Elemente wie Vampire oder Werwölfe. Die in den Liedern erzählte Geschichte handelt vom Ritter Ashlar von Megalon, in den Booklets findet sich eine begleitende, eigens von einer Schriftstellerin verfasste Geschichte beigefügt. Die Alben Gotteskrieger, Kadavergehorsam und Unwesen bilden inhaltlich eine Trilogie mit einer aufeinander aufbauenden und am Ende abgeschlossenen Handlung. Das dazwischen befindliche dritte Album Leben geben, Leben nehmen – ursprünglich sollte es in Form von zwei EPs veröffentlicht werden – hingegen stellt eine Rückblende bzw. Reflexion des zuvor Geschehenen dar.

## Galerie

Heimatærde, Besetzung live beim Nocturnal Culture Night 2018 in Deutzen
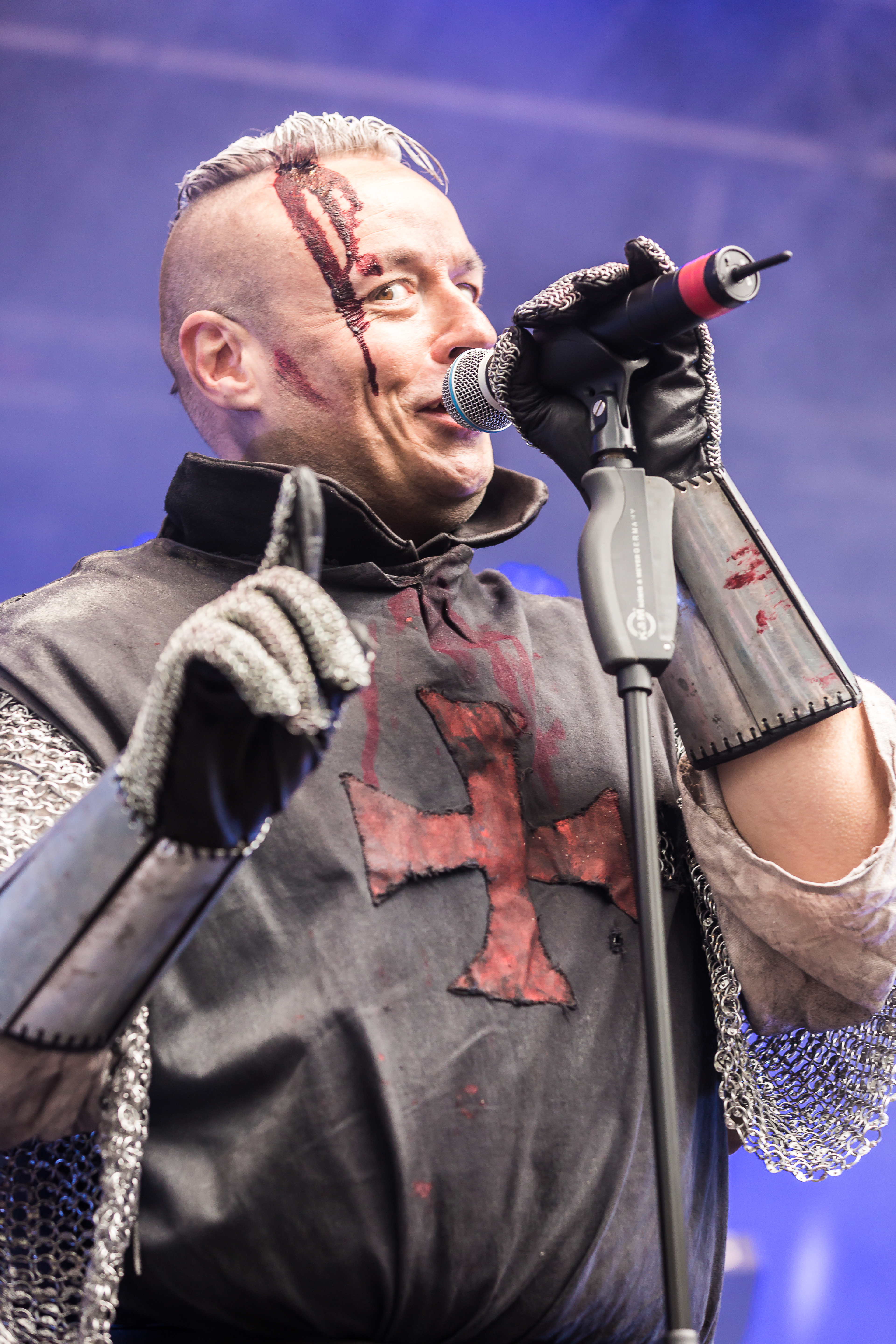
Sänger Ashlar von Megalon
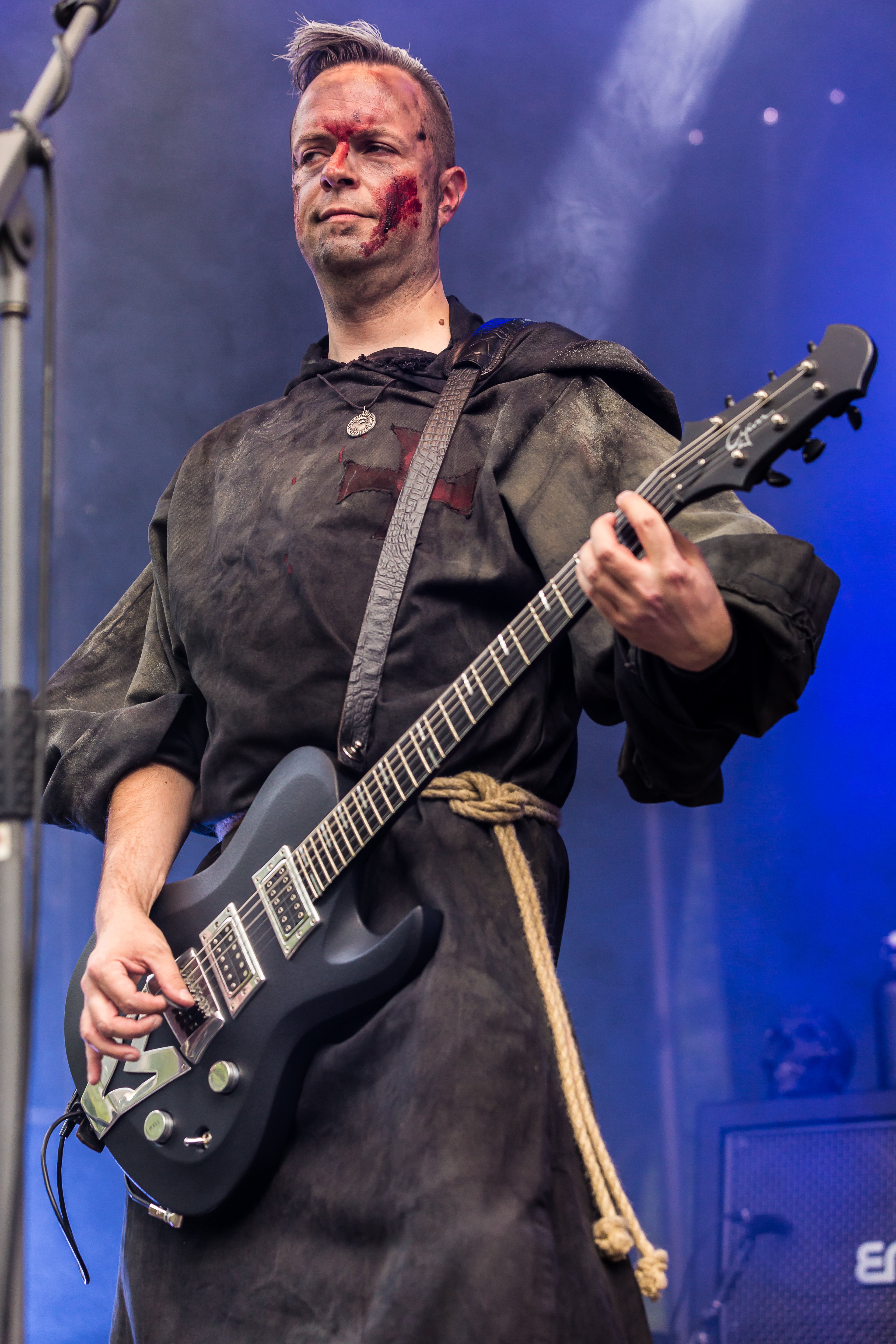
Gitarrist Bruder Jacques de Pèrigord
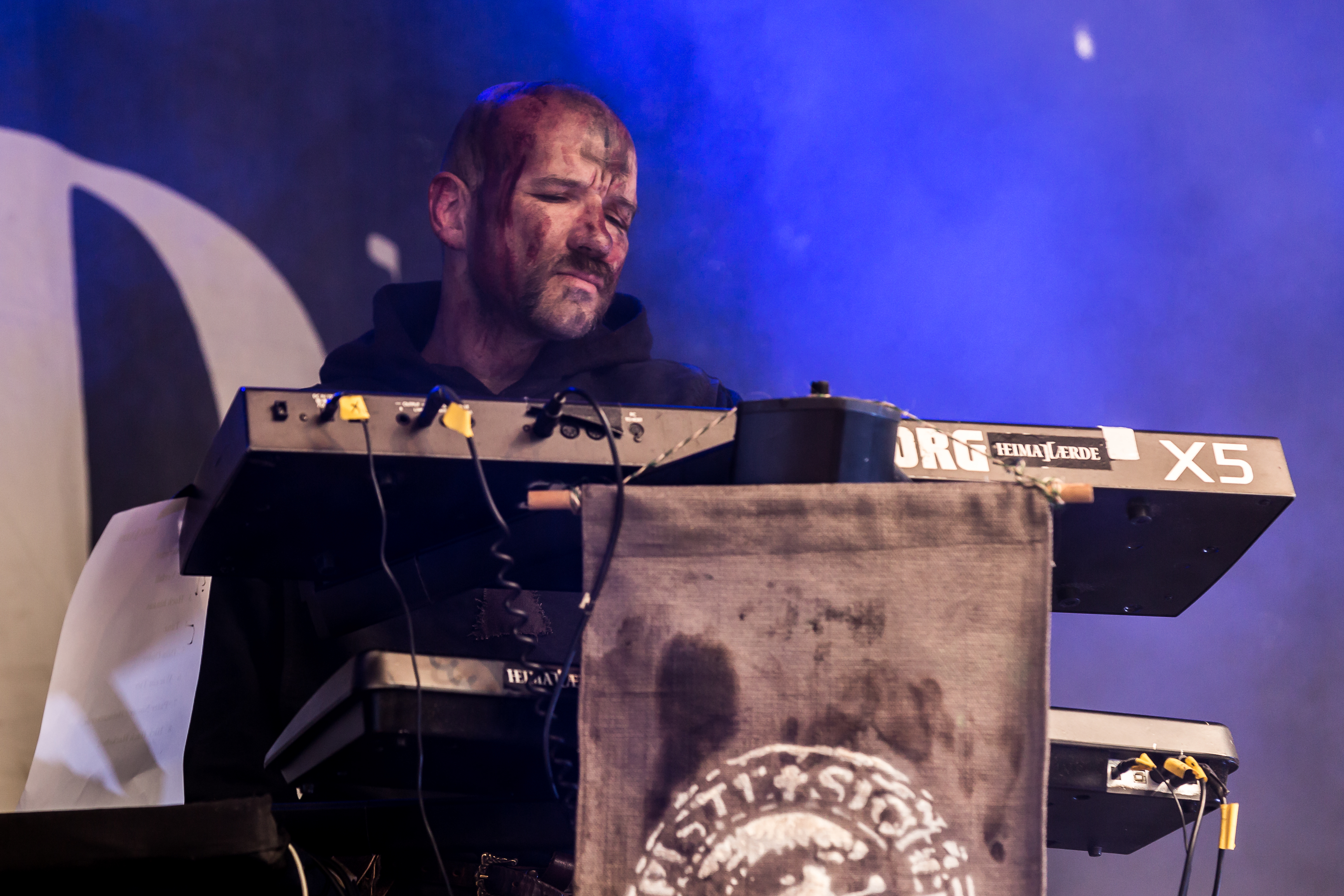
Keyboarder Bruder In Hoc Signo
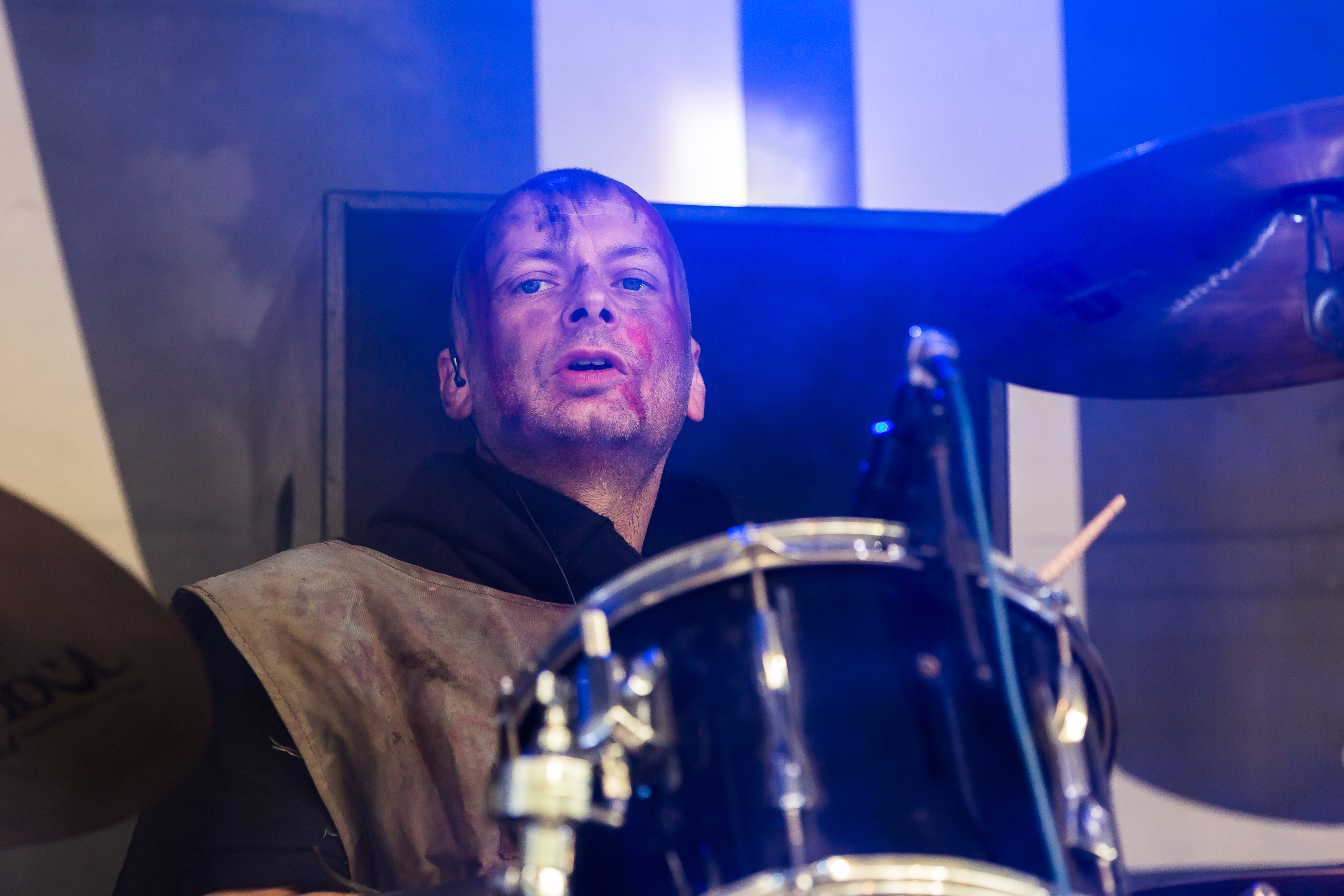
Schlagzeuger Bruder Henry von Kent
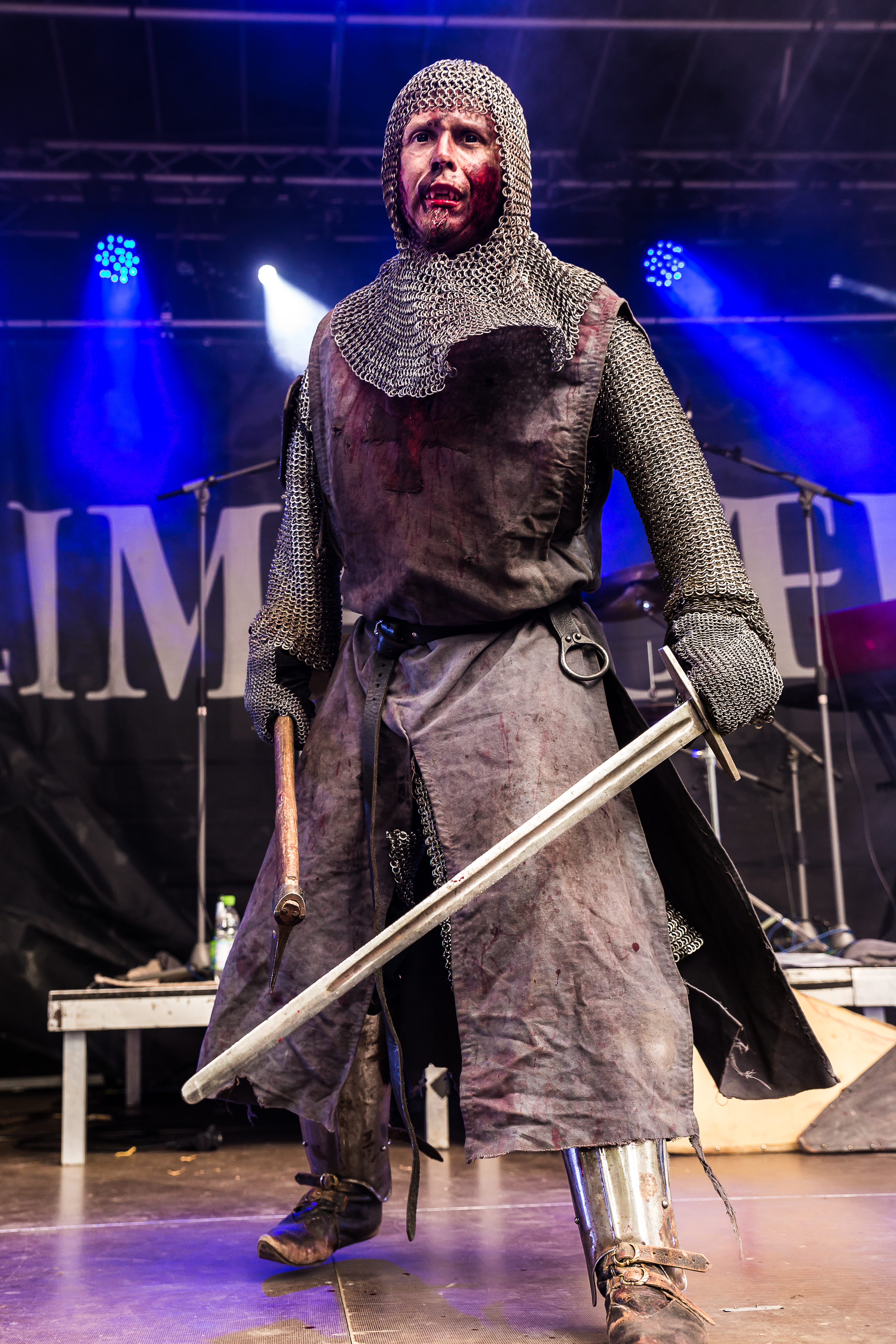
Bruder in Rüstung Ignatius von Schneeberg

## Diskografie
Studioalben

| Jahr | Titel Musiklabel                                        | Höchstplatzierung, Gesamtwochen, AuszeichnungChartplatzierungen (Jahr, Titel, Musiklabel, Platzierungen, Wochen, Auszeichnungen, Anmerkungen) | Höchstplatzierung, Gesamtwochen, AuszeichnungChartplatzierungen (Jahr, Titel, Musiklabel, Platzierungen, Wochen, Auszeichnungen, Anmerkungen) | Höchstplatzierung, Gesamtwochen, AuszeichnungChartplatzierungen (Jahr, Titel, Musiklabel, Platzierungen, Wochen, Auszeichnungen, Anmerkungen) | Anmerkungen                              |
| Jahr | Titel Musiklabel                                        | DE | AT | CH | Anmerkungen                              |
| ---- | ------------------------------------------------------- | --- | --- | --- | ---------------------------------------- |
| 2005 | Gotteskrieger Infacted Recordings (Soulfood)            | — | — | — | Erstveröffentlichung: 14. März 2005      |
| 2006 | Kadavergehorsam Infacted Recordings (Soulfood)          | — | — | — | Erstveröffentlichung: 25. August 2006    |
| 2007 | Leben geben Leben nehmen Infacted Recordings (Soulfood) | — | — | — | Erstveröffentlichung: 19. Oktober 2007   |
| 2010 | Unwesen Infacted Recordings (Soulfood)                  | — | — | — | Erstveröffentlichung: 22. Oktober 2010   |
| 2012 | Gottgleich Golden Core (ZYX)                            | — | — | — | Erstveröffentlichung: 1. Juni 2012       |
| 2014 | KaltWaerts Out of Line (RTD)                            | DE57 (1 Wo.)DE | — | — | Erstveröffentlichung: 29. August 2014    |
| 2016 | Ærdenbrand Out of Line (RTD)                            | — | — | — | Erstveröffentlichung: 30. September 2016 |
| 2020 | Eigengrab Fully Packed Records (Al!ve)                  | DE49 (1 Wo.)DE | — | — | Erstveröffentlichung: 24. April 2020     |